# Iure uxoris
Iure uxoris ist ein lateinischer Begriff, der mit „aus dem Recht der Ehefrau“ zu übersetzen ist. Er wird üblicherweise benutzt, um einen (Adels-)Titel zu bezeichnen, der von einem Mann geführt wird, dessen Ehefrau diesen Titel aus eigenem Recht (zum Beispiel aufgrund einer Erbschaft) besitzt.
Der Ehemann einer Erbin wurde der Besitzer der Güter und Titel seiner Ehefrau iure uxoris. Im Mittelalter galt dies durchgängig auch für regierende Königinnen und Fürstinnen, darüber hinaus wurde der Ehemann der Monarchin selbst Monarch. In einigen Fällen blieb er König nach dem Tod seiner Ehefrau, und manchmal hinterließ er das Reich seinen Nachkommen aus anderen Ehen (Beispiel: der litauische Großfürst Władysław II. Jagiełło, der als Ehemann von Königin Jadwiga König von Polen geworden war). Bei einer Ehescheidung blieb anfangs der Ehemann Monarch, während die Frau ihren Status verlor (Beispiel: Maria von Boulogne und Matthäus von Elsass, die 1170 geschieden wurden).
In Portugal konnte ein Ehemann ein König iure uxoris sein, sobald er der Vater des Erben war. Königin Maria I. hatte bereits Kinder von ihrem Onkel und Ehemann, als sie den Thron bestieg, so dass er als Peter III. in diesem Moment König wurde. Als Königin Maria II. 1836 ihren zweiten Ehemann heiratete, Ferdinand von Sachsen-Coburg-Gotha, wurde dieser erst iure-uxoris-Monarch, als im Jahr darauf das erste Kind geboren wurde: ab nun regierte er als Ferdinand II. gemeinsam mit seiner Frau. Königin Marias erster Ehemann Auguste de Beauharnais hingegen war nie iure-uxoris-Monarch, da er vor der Geburt eines Erben starb.
Der Titel eines iure-uxoris-Königs ist nicht zu verwechseln mit dem Prinzgemahl, der lediglich Ehemann der Königin ist, nicht aber Mitregent.